# 아키타 나가스에
아키타 나가스에(일본어: 秋田長季, 1776년 ~ 1811년 8월 24일)는 일본 에도 시대의 다이묘로, 미하루번의 8대 번주이다. 야스스에(謐季)라고도 불렸다. 관위는 종5위하, 시나노노카미이다.
선대 번주 아키타 요시스에의 둘째 아들로 태어났으며, 1797년, 아버지가 은거하자 그 뒤를 이어 번주가 되었다. 1803년, 동생 아키타 다카스에에게 번주 자리를 내어주고 은거하다가 1811년에 아버지, 동생보다도 먼저 사망하였다.
| 전임 아키타 요시스에 | 제8대 미하루번 번주 (아키타 가문) 1797년 ~ 1803년 | 후임 아키타 다카스에 |